# Choi In-seon
Pour les articles homonymes, voir Choi.
Dans ce nom coréen, le nom de famille, Choi, précède le nom personnel.
Choi In-Chul, (en coréen : 최인선) né le 16 septembre 1950, est un entraîneur sud-coréen de basket-ball.